# Brian McCann
Brian Michael McCann (né le 20 février 1984 à Athens, Géorgie, États-Unis) est un receveur des Astros de Houston de la Ligue majeure de baseball. 
Sélectionné 7 fois pour le match des étoiles (2006-2011, 2013), Brian McCann remporte 6 fois le Bâton d'argent du meilleur receveur offensif de la Ligue nationale (2006, 2008, 2009, 2010, 2011, 2015). Il évolue de sa première saison, en 2005, jusqu'en 2013 avec les Braves d'Atlanta, puis avec les Yankees de New York de 2014 à 2016.

## Biographie

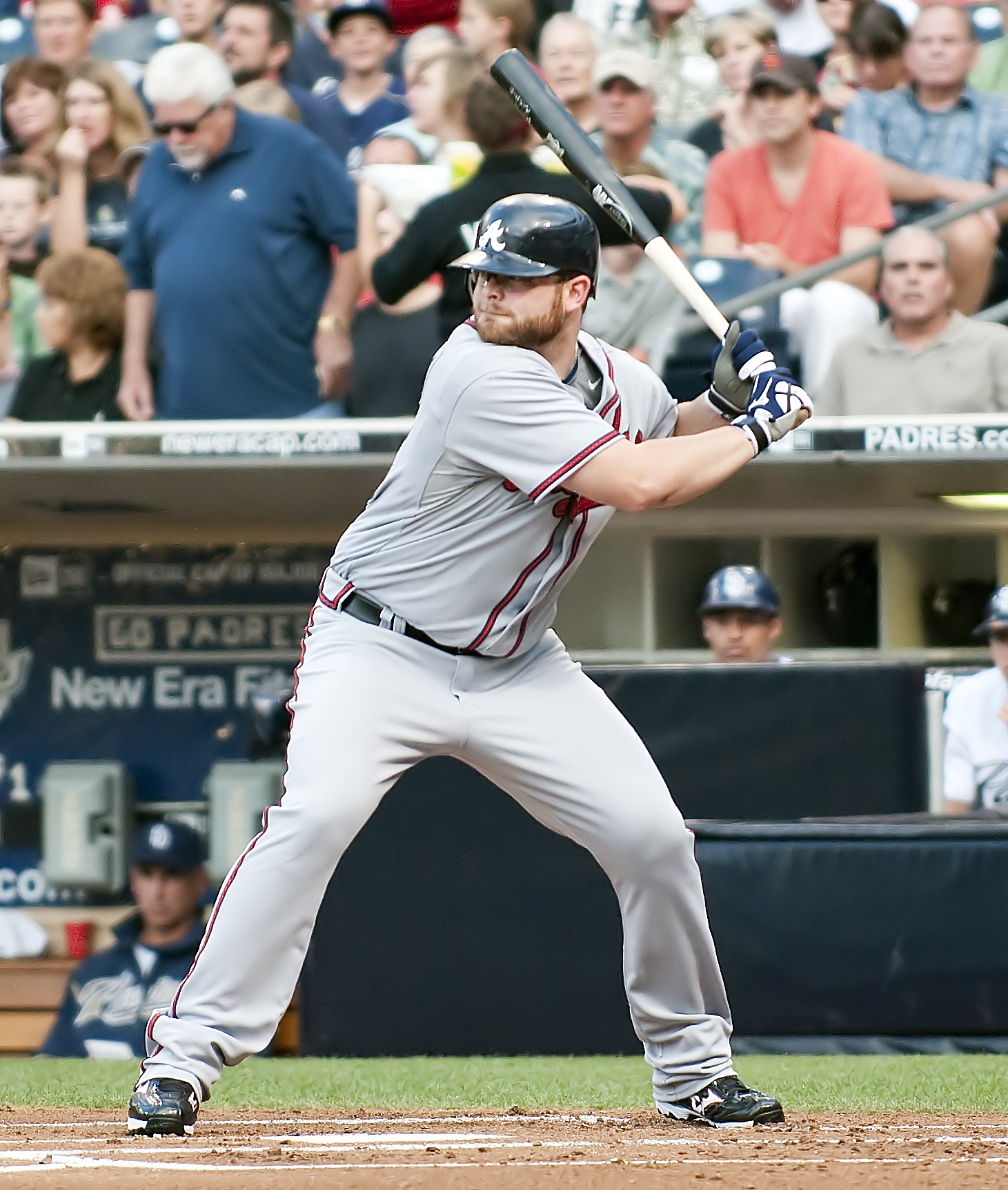
Brian McCann au bâton en août 2009 avec les Braves.

### Braves d'Atlanta
Brian McCann est sélectionné par les Braves d'Atlanta au deuxième tour de la draft MLB le 4 juin 2002 (64e choix global). Il progresse régulièrement parmi les équipes de ligues mineures des Braves et fait ses débuts en Ligue majeure le 10 juin 2005. Pour son deuxième match, il frappe son premier circuit. Il est le receveur attitré de John Smoltz pour une grande partie de la saison et devient le premier joueur des Braves à frapper un circuit pour sa première présence au bâton en séries éliminatoires le 6 octobre lors de la deuxième manche d'une victoire face aux Astros de Houston et leur lanceur Roger Clemens en Série de division de la Ligue nationale.
Après la saison 2005, les Braves se séparent de Johnny Estrada, le receveur titulaire, laissant la place libre à McCann derrière le marbre. En 2006, il termine la saison avec le Bâton d'argent pour un receveur en Ligue nationale grâce à une moyenne au bâton de 0,333, 24 circuits et 94 points produits.
En 2008, il est sélectionné pour la troisième fois consécutive pour le match des étoiles dans l'équipe de la Ligue nationale comme receveur remplaçant. En 2009, il participe à cette classique pour une 4e fois. Il est nommé joueur par excellence du match des étoiles 2010 grâce à un double avec les buts remplis qui fait marquer trois points en 7e manche et permet à la Ligue nationale, avec un gain de 3-1, de remporter une partie d'étoiles pour la première fois depuis 1996. En 2011, McCann honore sa cinquième sélection de suite et est d'ailleurs voté par les partisans sur l'équipe d'étoiles partantes de la Ligue nationale. 
Il remporte le Bâton d'argent comme meilleur receveur offensif de la Ligue nationale en 2006, 2008, 2009, 2010 et 2011,.
La production offensive de McCann montre une remarquable constance : il frappe de 18 à 24 circuits et produit de 87 à 94 points chaque saison de 2006 à 2009. Son nombre de points produits chute à 77 en 2010 mais il réussit 21 circuits. En 2011, il égale son record personnel de 24 longues balles établi en 2006 malgré seulement 128 matchs disputés, une blessure au muscle oblique le tenant à l'écart du jeu en juillet août,. Il produit 71 points en 2011.
Il connaît sa première mauvaise saison en 2012 lorsque sa moyenne au bâton chute à ,230. Sa moyenne de présence sur les buts (,300) et sa moyenne de puissance (,399) sont aussi en net déclin. Il frappe tout de même 20 circuits pour une 5e année de suite et récolte 67 points produits en 121 parties jouées.
En 2013, à sa dernière année de contrat avec les Braves, McCann connaît une 6e saison consécutive avec au moins 20 circuits. Il produit 57 points en 102 parties jouées et rehausse ses moyennes au bâton (,256), de présence sur les buts (,336) et de puissance (,461). Il honore une 7e sélection au match d'étoiles. Il n'obtient aucun coup sûr en 13 présences au bâton dans les séries éliminatoires. 
Lors de l'un de ses derniers matchs avec les Braves, Brian McCann hérite du surnom « Fun Police, » (en français : « police du plaisir ») et fait l'objet d'un mème internet, à la suite d'une confrontation avec Carlos Gómez des Brewers de Milwaukee. Après avoir frappé un coup de circuit le 25 septembre 2013 à Atlanta, Gómez contourne les buts en invectivant le lanceur des Braves, Paul Maholm, contre qui il semble cultiver quelque rancune. Gómez est accueilli au marbre par McCann, qui lui bloque le chemin. La confrontation dégénère en mêlée lorsque les joueurs des deux clubs sautent sur le terrain pour se chamailler. Gómez ne peut toucher au marbre et, techniquement, le coup de circuit aurait dû être annulé, mais l'arbitre appelle de l'interférence contre McCann, ce qui donne le point aux Brewers. Gomez est ensuite suspendu un match, mais pas McCann.

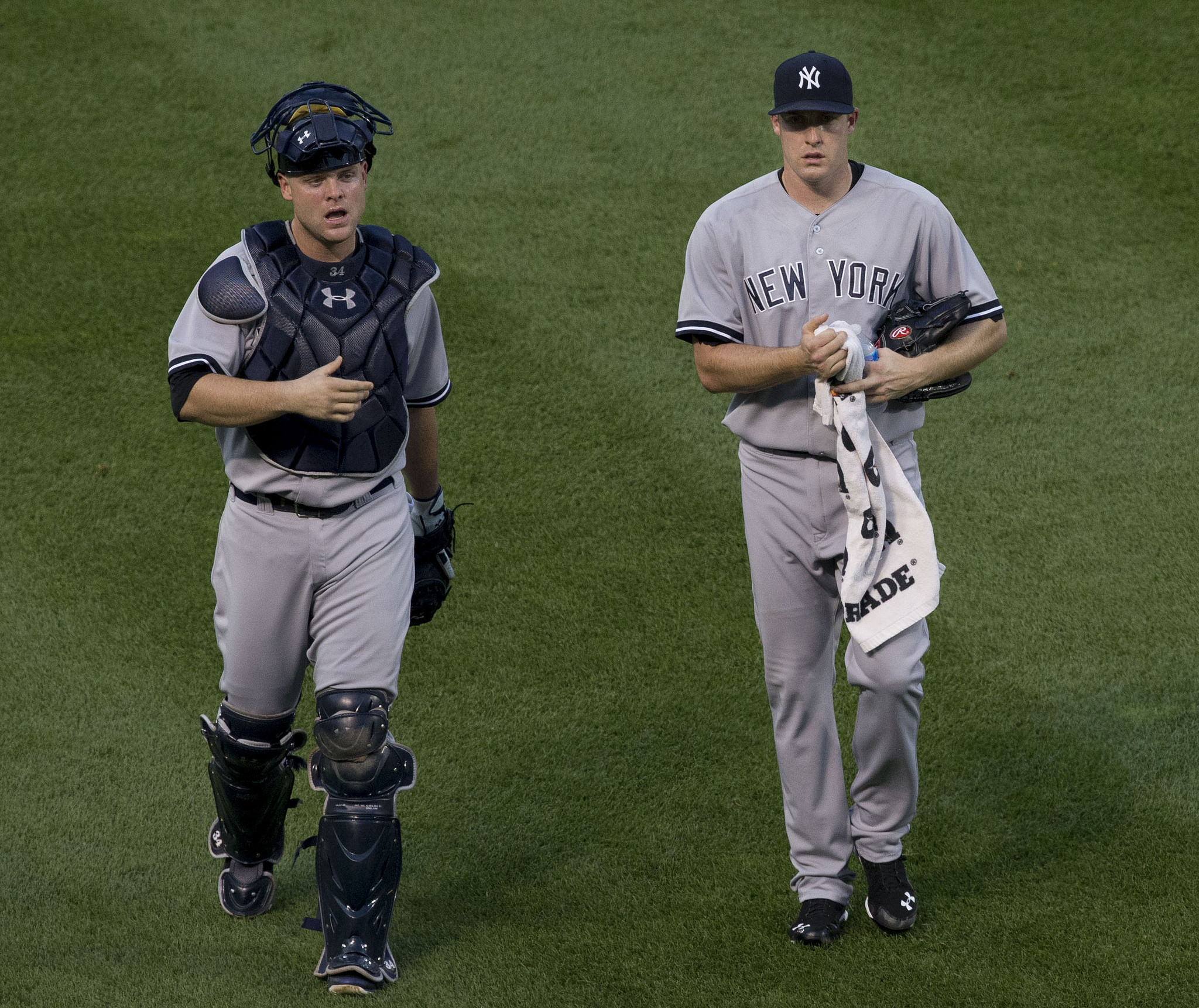
Brian McCann (à gauche) et Chase Whitley en 2014 avec les Yankees.

### Yankees de New York
Devenu agent libre après 9 saisons à Atlanta, McCann accepte un contrat de 5 ans des Yankees de New York en décembre 2013. Sa première saison à New York en 2014 est en demi-teinte : moyenne au bâton de ,232 en 140 matchs joués et faible pourcentage de présence sur les buts de ,286. Mais l'air du Yankee Stadium, stade qui favorise notoirement les frappeurs au détriment des lanceurs, lui fait du bien car il y frappe 19 de ses 23 coups de circuit l'année et y récolte 53 de ses 75 points produits.

### Astros de Houston
Le 17 novembre 2016, les Yankees échangent Brian McCann aux Astros de Houston contre les lanceurs droitiers des ligues mineures Albert Abreu et Jorge Guzmán.

## Statistiques
| Saison | Équipe  | G   | AB   | R   | H   | 2B  | 3B | HR  | RBI | SB | BA   |
| ------ | ------- | --- | ---- | --- | --- | --- | -- | --- | --- | -- | ---- |
| 2005   | Atlanta | 59  | 180  | 20  | 50  | 7   | 0  | 5   | 23  | 1  | .278 |
| 2006   | Atlanta | 130 | 432  | 61  | 147 | 34  | 0  | 24  | 93  | 2  | .333 |
| 2007   | Atlanta | 139 | 504  | 51  | 136 | 38  | 0  | 18  | 92  | 0  | .270 |
| 2008   | Atlanta | 145 | 509  | 68  | 153 | 42  | 1  | 23  | 87  | 5  | .301 |
| 2009   | Atlanta | 138 | 488  | 63  | 137 | 35  | 1  | 21  | 94  | 4  | .281 |
| 2010   | Atlanta | 143 | 479  | 63  | 129 | 25  | 0  | 21  | 77  | 5  | .269 |
| Totaux | Totaux  | 754 | 2602 | 326 | 752 | 181 | 2  | 112 | 466 | 17 | .289 |

| Saison | Équipe  | G | AB | R | H | 2B | 3B | HR | RBI | SB | BA   |
| ------ | ------- | - | -- | - | - | -- | -- | -- | --- | -- | ---- |
| 2005   | Atlanta | 3 | 16 | 2 | 3 | 0  | 0  | 2  | 5   | 0  | .188 |
| 2010   | Atlanta | 4 | 14 | 2 | 6 | 1  | 0  | 1  | 3   | 0  | .429 |
| Totaux | Totaux  | 7 | 30 | 4 | 9 | 1  | 0  | 3  | 8   | 0  | .300 |

Note : G = Matches joués ; AB = Passages au bâton; R = Points ; H = Coups sûrs ; 2B = Doubles ; 3B = Triples ; 
HR = Coup de circuit ; RBI = Points produits ; SB = Buts volés ; BA = Moyenne au bâton.